# 佐賀県道239号上伊万里停車場線
佐賀県道239号上伊万里停車場線（さがけんどう239ごう かみいまりていしゃじょうせん）は、佐賀県伊万里市を通る一般県道である。

## 概要
伊万里市大坪町丙のJR九州筑肥線 上伊万里駅から上伊万里交差点に至る。終点付近は国道498号の旧道。

### 路線データ
- 起点：佐賀県伊万里市大坪町丙（JR九州筑肥線 上伊万里駅前）
- 終点：佐賀県伊万里市大坪町丙（上伊万里交差点、国道202号交点、佐賀県道240号伊万里停車場線起点）

## 歴史
- 2013年（平成25年）1月18日 - 佐賀県告示第12号により、国道498号大坪バイパスと並行する旧道の国道指定が解除されたことに伴い、終点が伊万里市大坪町丙の国道498号旧道交点から上伊万里交差点に変更される[1]。

## 路線状況

### 道路施設

#### 橋梁
- 上伊万里橋（伊万里川、伊万里市）

## 地理

### 通過する自治体
- 伊万里市

### 交差する道路
| 交差する道路                                         | 交差する場所 | 交差する場所          |
| ---------------------------------------------------- | ------------ | --------------------- |
| 国道202号 国道498号 重複 佐賀県道240号伊万里停車場線 | 大坪町丙     | 上伊万里交差点 / 終点 |

### 沿線
- JR九州筑肥線 上伊万里駅